# Кампу-Формозу
Кампу-Формозу (порт. Campo Formoso) — муниципалитет в Бразилии, входит в штат Баия. Составная часть мезорегиона Северо-центральная часть штата Баия. Входит в экономико-статистический микрорегион Сеньор-ду-Бонфин. Население составляет 61 824 человека на 2006 год. Занимает площадь 7 161,827 км². Плотность населения — 9,1 чел./км².

## Статистика
- Валовой внутренний продукт на 2003 год составляет 222 568 093,00 реалов (данные: Бразильский институт географии и статистики).
- Валовой внутренний продукт на душу населения на 2003 год составляет 3 596,89 реалов (данные: Бразильский институт географии и статистики).
- Индекс развития человеческого потенциала на 2000 год составляет 0,613 (данные: Программа развития ООН).